# Saltatio Mortis
Saltatio Mortis est un groupe de folk metal allemand. Il est formé en 2000. La devise du groupe est « Qui danse, ne meurt pas ! ».

## Biographie

### Années 2000

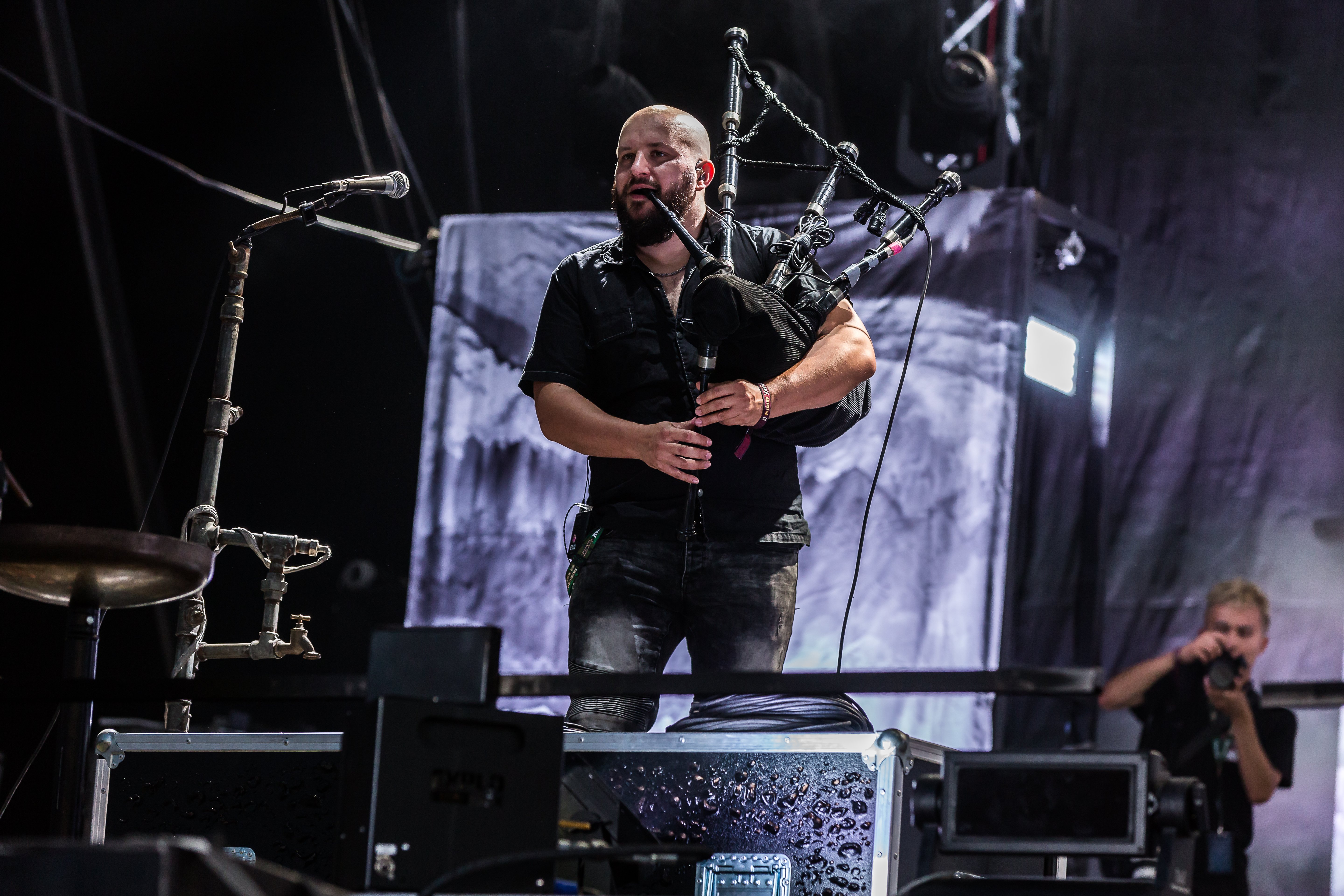
El Silbador (Elsi) en 2023.

Saltatio Mortis (qui signifie « Danse de la mort » en latin) est formé en 2000. Après plusieurs concerts acoustiques avec des instruments comme la Marktsackpfeife (grande cornemuse médiévale allemande), Rauschpfeife, chalémie et des percussions (davul, tambour...) sur des marchés médiévaux; le groupe commence à expérimenter avec des instruments de la musique rock et créa bientôt une fusion entre des chansons acoustiques et traditionnelles et leurs propres chansons modernes. Le groupe s'établit donc dans le medieval rock allemand autour de In Extremo, Subway to Sally ou Schandmaul et Ignis Fatuu.
Au début, le groupe expérimente également avec des influences de la musique électronique comme le font par exemple les groupes allemands Tanzwut ou Adversus. Durant les cinq premières années, le groupe a changé ses albums publiés entre des albums modernes et des albums traditionnels[réf. nécessaire], mais depuis 2005, le groupe abandonne la plupart des interprétations acoustiques, qu'ils ne jouent plus que lors de certaines occasions spéciales, et se concentra sur le medieval rock moderne. Ce changement a entraîné l'échange de trois musiciens en octobre 2006.
En 2009, le groupe se réduit encore une fois à six membres. Chaque nouvel album du groupe rencontre plus de succès que les albums précédents, le dernier album Wer wind saet atteignant ainsi la dixième place dans les Media Control Charts.

### Années 2010
En 2010, le groupe fête son dixième anniversaire avec un mini-festival et de nombreux invités. En 2011, sort leur nouvel album studio, intitulé Sturm aufs Paradies. La pochette reprend le tableau La Liberté guidant le peuple. 2011 voit également le départ du guitariste Herr Samoel, remplacé ensuite par Till Promill.
Le groupe sort en 2013, un nouvel album-live en acoustique, Manufactum III, dans la lignée des précédents Manufactum. La même année, ils participent au Knock Out Festival. Leur nouvel album, Das Schwarze IXI, fait son apparition le 16 août 2013, et réussit à atteindre la première place des top Albums en Allemagne. Au préalable, le groupe sort le single Wachstum über alles.
Le 31 juillet 2015, le single Wo sind die Clowns? est révélé entièrement dans une vidéo officielle sur la chaîne VertigoTV (Youtube) et fait partie du nouvel album du groupe Zirkus Zeitgeist. Puis, le groupe publie l'album Zirkus Zeitgeist le 14 août 2015, qui est certifié disque d'or en août 2018. Le 17 juin 2016 sort la compilation Licht und Schatten – Best of 2000–2014. En août 2018, le groupe publie le nouveau single Spur des Lebens issu de leur nouvel album, Brot und Spiele.

## Membres
- Alea der Bescheidene - chant, Marktsackpfeife, cornemuse, guitare acoustique, chalémie, Didgeridoo, bouzouki
- Falk Irmenfried von Hasen-Mümmelstein - Marktsack, cornemuse, chalémie, vielle à roue, chant
- Lasterbalk der Lästerliche - batterie, percussions, Davul, programmation
- El Silbador - cornemuse, uilleann pipes, Great Highland Bagpipe, chalémie, tin whistle, low whistle
- Bruder Frank - guitare basse, chapman stick
- Till Promill - guitares électrique et acoustique
- Jean Mechant le Tambour - batterie, percussions, chant, guitare
- Luzi das L - chalémie, cornemuse, tin whistle, low whistle

## Discographie
- 2001 : Tavernakel (acoustique)
- 2002 : Das zweite Gesicht
- 2003 : Heptessenz (acoustique)
- 2004 : Erwachen

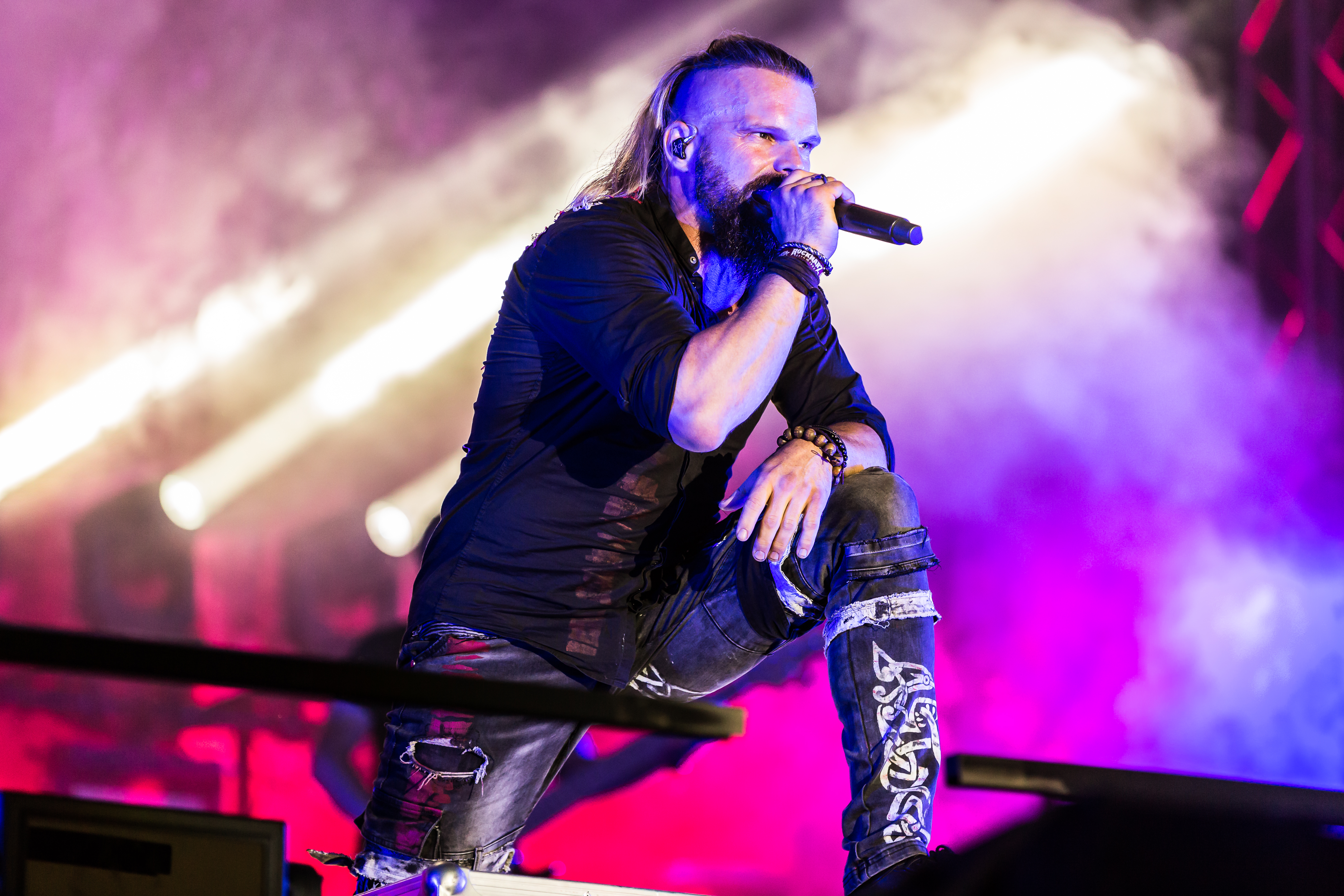
Alea der Bescheidene (2023)

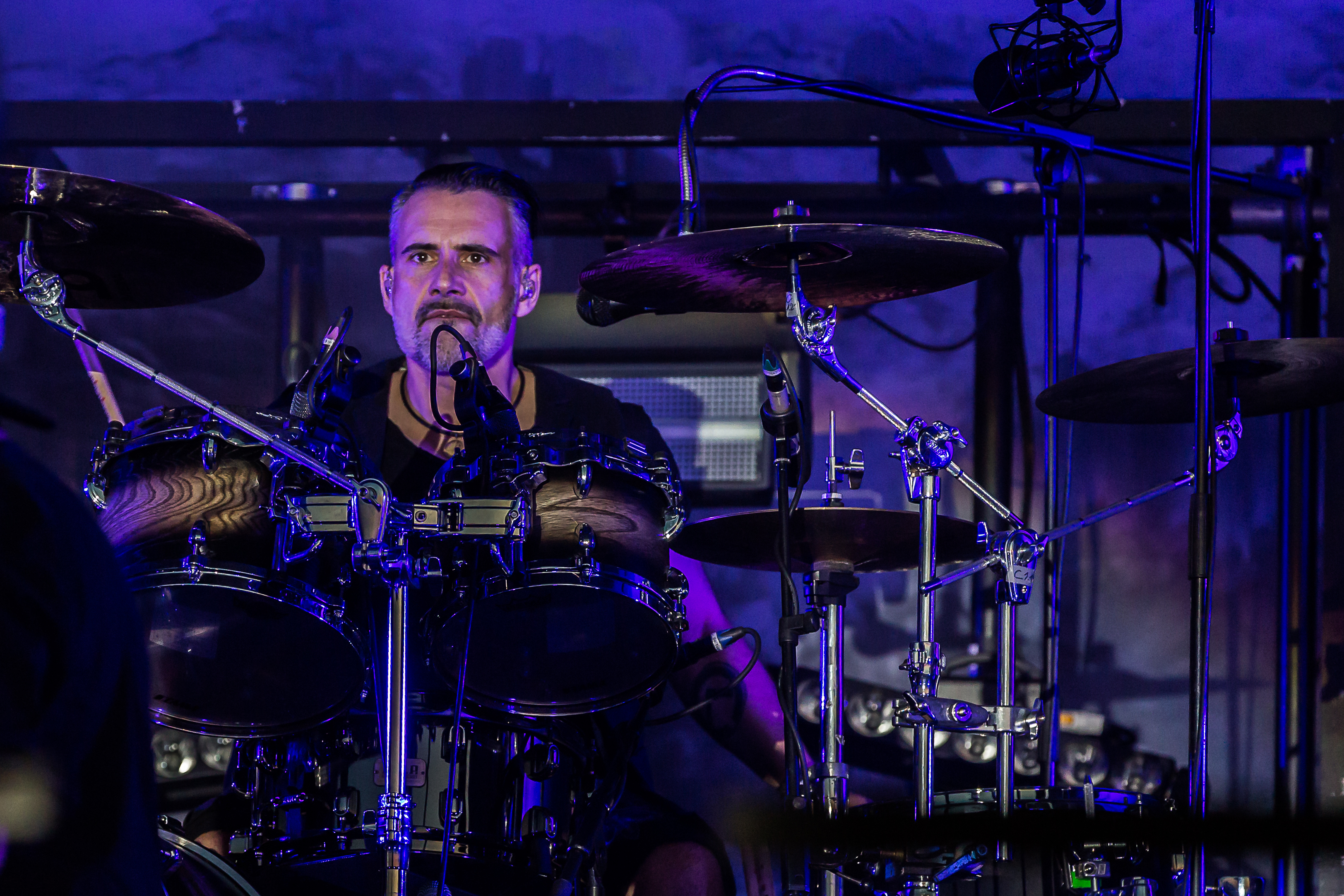
Jean Merchant le Tambour (2023)

- 2005 : Manufactum (acoustique et en direct)
- 2005 : Des Königs Henker
- 2007 : Aus der Asche
- 2009 : Wer Wind saet
- 2010 : Manufactum II (acoustique et en direct)
- 2011 : 10 Jahre Wild und Frei
- 2011 : Sturm aufs Paradies
- 2013 : Manufactum III (acoustique et en direct)
- 2013 : Der Schwartze XIX
- 2015 : Zirkus Zeitgeist
- 2015 : Zirkus Zeitgeist - Ohne Strom und Stecker
- 2016 : Zirkus Zeitgeist - Live aus der Großen Freiheit
- 2016 : Licht & Schlatten - Best of 2000-2014
- 2018 : Brot und Spiele
- 2019 : Brot und Spiele - Klassik & Krawall
- 2020 : Für immer frei/Aus fremden Federn
- 2021 : Für immer frei (Unsere Zeit Edition)
- 2024 : Finsterwacht
- 2024 : Die Feuer der Finsterwacht (Medieval Epic Fantasy Roleplay Music & Ambience Dsa, D&d, Warhammer, Pathfinder, Midgard, Ttrpg)
- 2024 : Finsterwacht (Feuer und Erz Edition)
- 2025 : Stormfell Sounds (Sturmfels Klange) (Epic Fantasy Ambience Reading, D&D, DSA, RPG)
- 2025 : Weltenwanderer – Von Träumen & Krawall

### Singles
- 2003: "Falsche Fruende"
- 2013: "Wachstum uber alles"
- 2018: "Große Träume"
- 2018: "Brunhild"
- 2018: "Heimdall"
- 2018: "Dorn im Ohr"
- 2018: "Spur des Lebens"
- 2019: "Brot und Spiele" (Krawall Live)
- 2019: "Europa" (Klassik)
- 2019: "Ich werde wind" (Klassik)
- 2019: "Sie tanzt allein" (Klassik)
- 2020: "Neustart für den Sommer"
- 2020: "Loki"
- 2020: "Für immer jung"
- 2020: "Löwenherz"
- 2020: "Mittelfinger Richtung Zukunft"
- 2021: "My Mother Told Me"
- 2021: "Besorgter Bürger / Schrei nach Liebe*" (Live)
- 2021: "Nie allein"
- 2022: "The Dragonborn Comes"
- 2022: "Pray to the Hunter"
- 2022: "Wir woll’n nach Valhalla"
- 2022: "Alive Now"
- 2022: "Odins Raben"
- 2023: "Taugenichts"
- 2024: "FInsterwacht" (feat. Hansi Kürsch)
- 2024: "Schwarzer Strand"
- 2024: "Feuer und Erz"
- 2024: "Der Himmel muss warten"
- 2024: "Darkenguard" (feat. Hansi Kursch)
- 2024: "Fire & Ore" (feat. Brothers of Metal)
- 2024: "Vogelfrei"
- 2024: "Don't Worry It's Christmas"
- 2024: "We Might Be Giants" (Live)
- 2025: "Wo sind die Clowns?" (Orchesterversion)
- 2025: "Spielmannsschwur" (Cover)

### Apparitions d'invités
- 2003: Besessen (sur Weltunter (Der Schwarze Schmetterling III)) par ASP
- 2006: Schicksalsrad (sur Seelenfänger) par Spielbann
- 2010: All We Are (sur 25 Years in Rock... and Still Going Strong) par Doro
- 2011: Symposium (sur Wunsch ist Wunsch) par Feuerschwanz
- 2012: Traum vom Tod II (sur XX – Eisheilige Nacht) par Subway to Sally
- 2013: Bitte schlag mich (sur Bitte Schlag Mich (EP)) par Ost+Front
- 2013: Seligkeit (sur Nimmerhehr - Tour Edition) par Mono Inc.
- 2013: Geisterschiff (Live) (sur Schandmaul's YouTube channel) par Schandmaul
- 2015: Eisenmann (Live MTV Unplugged) (sur Unter Dampf - Ohne Strom) par Unheilig
- 2017: Gesegnet und hoch geachtet (Aussi la version Représailles de cette chanson), Kommt herbei und feiert mit (sur Der Fluch des Drachen) par Corvus Corax
- 20 Juillet 2018: We Drink Your Blood (sur Communio Lupatum) par Powerwolf
- 2018: Ein Wort fliegt wie ein Stein (sur Akephalos) par Unzucht
- 2020: Krieg kennt keine sieger (Cover) (sur The Ghost Xperiment - Illumination) par Vanden Plas
- 2020: The Drunken Sailor (sur 3 Cheers for 30 Years) par Fiddler's Green
- 2021: Das Elfte Gebot (Live), Hauptmann und Maid (Live) (feat. Patty Gurdy et Saltatio Mortis) et Schlidmaid (Live) (feat. Saltatio Mortis) (du concert en direct) par Feuerschwanz
- 2021: Kaufmann und Maid feat. Sasha, Subway to Sally, Tanzwut, d'Artagnan, Feuerschwanz, Patty Gurdy et Saltatio Mortis (sur Feuer & Flamme (Helden Edition)) par d'Artagnan
- 2021: Hypa Hypa (par MMXX (Hypa Hypa Edition)) sur Electric Callboy
- 2021: Pack (par Die Tanzwut kehrt zurück) sur Tanzwut
- 2021: Veitstanz (Live) feat. Chris Harms de Lord of the Lost, Schandmaul, MajorVoice, Patty Gurdy, Feuerschwanz et Saltatio Mortis (sur Eisheilige Nacht: Back to Lindenpark) par Subway to Sally
- 2021: Spielmannsschwur (Cover) (sur Minnewar) par Harpyie
- 2021: Das Elfte Gebot (Live), Hauptmann und Maid (Live) (feat. Patty Gurdy et Saltatio Mortis) et Schlidmaid (Live) (feat. Saltatio Mortis) (sur Die Letzte Schlacht) par Feuerschwanz
- 2021: Warriors of the World United feat Angus McFife (Thomas Winkler), Melissa Bonny et Saltatio Mortis (sur Memento Mori) par Feuerschwanz
- 2022: Good Life (sur Not The End of the Road) par Kissin' Dynamite (Crédit sous le nom de Jorg Roth)
- 2022: Königsgarde feat. Feuerschwanz et Saltatio Mortis (sur Knüppel aus dem Sack) par Schandmaul
- 2022: It's Raining Beer (sur Lang Liebe Der Hass) par Hämatom (Crédit sous le nom de Alea)
- 2023: IX (sur König Der Asche) par Subway to Sally
- 2023: Stop the War (Fight for Love) feat. Doro, Electric Callboy, Kissin' Dynamite, Gotthard, Guernica Mancini, League of Distort et Saltatio Mortis (sur Stop the War (Fight for Love) Rock Antenne) par Rockers United
- 2023: Keine Regein (sur Dorfdisko zwei) par Finch
- 2023: God of War (sur Skalds of Metal) par Peyton Parrish
- 2023: Nichts bleibt mehr feat. Scala & The Kolacny Brothers et Alea à partir de Saltatio Mortis (sur Red Bull Symphonic) par Kool Savas mit dem Residenzorchester Baden-Württemberg
- 2024: Der haarige Kobald (sur Pommesgabel) (Pommesgabel - Reload) par HeavySaurus
- 2024: Brüder (sur Ich Liebe Menschen) par Bülent Ceylan
- 2024: Fick Dich (sur 10 Jahre Swiss + Die Andern: Best Of Album) par Swiss + Die Andern)
- 2024: Dämmerland (feat. Malte Hoyer, Hannes Braun, Chris Harms, Alea, Annie Hurdy Gurdy, Marina La Torraca, Anna Brunner & Tetzel) et Verlorene Traume (feat. Annie Hurdy Gurdy and Saltatio Mortis) (sur Dämmerland) par Dämmerland
- 2025: Erzähl es meinem Mittelfinger (feat. Saltatio Mortis) (sur Für Dich) par Hämatom
- 2025: The Look (Roxette cover) (feat. Saltatio Mortis) par Bad Loverz
- 2025: Hangover par Bad Loverz
- 2025: Livin' On A Prayer par Bad Loverz
- 2026: I'm a Diamond (feat. Alea from Saltatio Mortis) (sur OPVS NOIR Vol. 3) par Lord of the Lost